# 戈斯托洛
戈斯托洛，是匈牙利佐洛州所辖的一个村，总面积6.98平方公里，总人口39，人口密度5.6人/平方公里（2010年1月1日）。